# Поворот (посёлок)
Поворо́т — посёлок в Селенгинском районе Бурятии. Входит в сельское поселение «Новоселенгинское».

## География
Расположен в 21 км к югу от центра сельского поселения, посёлка Новоселенгинска, в 45 км от райцентра, города Гусиноозёрска, на левом берегу реки Чикой, по восточной стороне федеральной магистрали А340 (Кяхтинский тракт), в месте поворота тракта от долины реки на юго-запад на перевал Поворотный и далее на Кяхту.

## История
Село основано в XVIII веке. Первое название — Поворотное зимовье.
В 1735 году началось почтовое сообщение от Посольского монастыря до Кяхты. Почтовая линия проходила через Поворотное зимовье.
В 1930 году вокруг села в радиусе 5—7 километров насчитывалось 7 поселений: Верхняя Камышевка , Камышевка, Нижняя Камышевка, Цаган Хошун, Корольково, Красный Чикой и Новопавловка. В 1937—1939 годах было организовано два колхоза и машинно-тракторная станция. С 1957 по 1971 год в селе обучалось около 200 учеников в ГПТУ № 7, был спортзал, клуб. После перевода ГПТУ в Улан-Удэ на его месте была школа-интернат. В 1980-х годах посёлок был отделением совхоза «Бестужевский». До 1990-х годов в Повороте существовала пристань на реке Чикой.

## Население
| 2002 | 2010 |
| ---- | ---- |
| 209  | ↘181 |

## Инфраструктура
Почтовое отделение.